# Аппапель
Аппапель  (Апанай , Аппапель , Апапель  ) — острів розташований у східній частині Пенжинської губи  у затоці Шеліхова Охотського моря, на захід від гирла річки Пенжина, на південь від острова Орночка. Острів відноситься до Пенжинського району Камчатського краю Росія.
Біля острова знаходилися ями для стоянки на рейді пароплавів вантажопідйомністю 5 тисяч тонн, які доставляли вантажі для Пенжинського району. Маяк на вершині острова забезпечує безпеку плавання у східній частині Пенжинської губи. Збудований у 1967 році, є 4-гранною кам'яною вежею білого кольору з чорною горизонтальною смугою, висотою 9 метрів  .
У коряків «апапель» — шанована скеля, сопка, мис або скеля, якою приносилися жертви  .